# Hernán Buenahora
Hernán Buenahora Gutiérrez (* 18. März 1967 in Barichara) ist ein ehemaliger kolumbianischer Radrennfahrer.
Hernán Buenahora begann 1990 seine Karriere als Profi. 1997 nahm er an der Tour de France teil. Ein Jahr später wechselte er zu Vitalicio Seguros und gewann die Katalonien-Rundfahrt inklusive zwei Etappensiegen. Im Jahr 2000 ging er zu Selle Italia, wo er ein Jahr später vier Etappen der Kolumbien-Rundfahrt auf sein Konto schrieb und so die Gesamtwertung für sich entscheiden konnte. Im Herbst 2006 gewann Buenahora den Clásico Ciclístico Banfoandes in Venezuela im Alter von 39 Jahren.
Im Mai 2008 wurde Buenahora bei der Kolumbien-Rundfahrt, bei welcher er auch das Einzelzeitfahren gewann, bei einer Dopingkontrolle positiv getestet. Er wurde für zwei Jahre gesperrt.

## Erfolge
1990
- eine Etappe Vuelta a Colombia

1994
- eine Etappe Vuelta a Colombia

1996
- eine Etappe Vuelta a Colombia

1997
- eine Etappe Vuelta a Colombia

1998
- Gesamtwertung und zwei Etappen Katalonien-Rundfahrt

2001
- Gesamtwertung und vier Etappen Vuelta a Colombia

2004
- Gesamtwertung Clásico RCN

2005
- eine Etappe Vuelta a Colombia

2006
- eine Etappe Vuelta al Táchira
- eine Etappe Vuelta a Colombia
- Gesamtwertung Clásico Ciclístico Banfoandes

2007
- Gesamtwertung und zwei Etappen Vuelta al Táchira

2008
- zwei Etappen Vuelta a Colombia